# Liste des intercommunalités des Pyrénées-Atlantiques

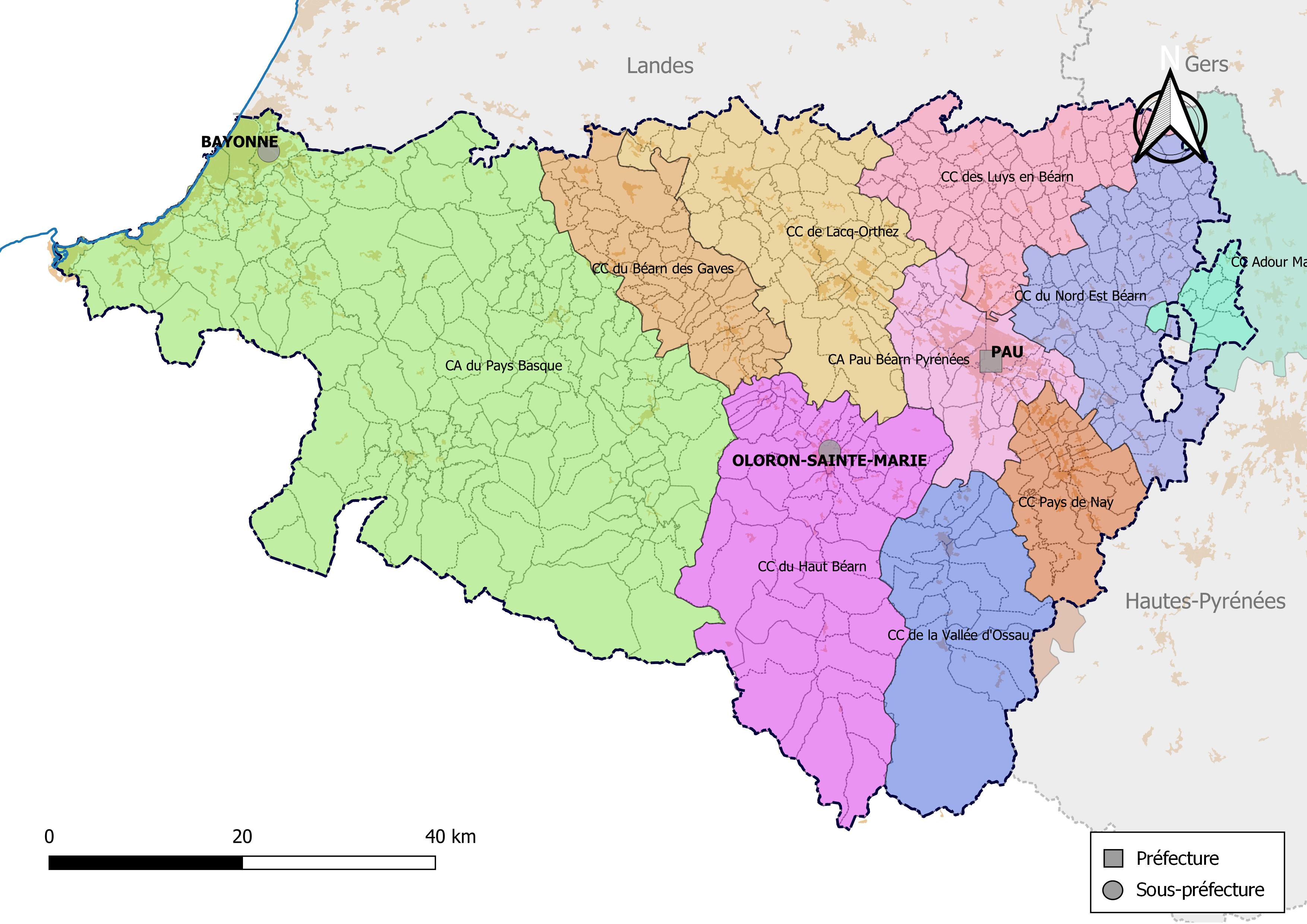
Carte des EPCI des Pyrénées-Atlantiques au 1er janvier 2019.

Les intercommunalités des Pyrénées-Atlantiques regroupent différents types d'établissements publics de coopération intercommunale (EPCI) tels que des communautés d'agglomération ou de communes et des syndicats à vocation multiple (SIVOM) ou à vocation unique (SIVU). Elles s'expriment également au sein de syndicats mixtes fermés ou ouverts.
Au 1er janvier 2021, le département des Pyrénées-Atlantiques compte 9 établissements publics de coopération intercommunale à fiscalité propre dont le siège est dans le département (2 communautés d'agglomération et 7 communautés de communes), dont un qui est interdépartemental. Par ailleurs 11 communes sont groupées dans une intercommunalité dont le siège est situé hors département.

## Intercommunalités à fiscalité propre
| Forme juridique                                           | Nom                     | no SIREN  | Date de création | Nombre de communes      | Population (der. pop. légale) | Superficie (km2) | Densité (hab./km2) | Siège               | Président                |
| --------------------------------------------------------- | ----------------------- | --------- | ---------------- | ----------------------- | ----------------------------- | ---------------- | ------------------ | ------------------- | ------------------------ |
| Communauté d'agglomération                                | CA du Pays Basque       | 200067106 | 1er janvier 2017 | 158                     | 321 963 (2021)                | 2 968,0          | 109                | Bayonne             | Jean-René Etchegaray     |
| Communauté d'agglomération                                | CA Pau Béarn Pyrénées   | 200067254 | 1er janvier 2017 | 31                      | 164 785 (2021)                | 343,60           | 480                | Pau                 | François Bayrou          |
| Communauté de communes                                    | CC de Lacq-Orthez       | 200039204 | 1er janvier 2014 | 60                      | 52 909 (2021)                 | 730,10           | 73                 | Mourenx             | Patrice Laurent          |
| Communauté de communes                                    | CC du Nord Est Béarn    | 200067296 | 1er janvier 2017 | 73                      | 34 658 (2021)                 | 579,30           | 60                 | Morlaàs             | Thierry Carrère          |
| Communauté de communes                                    | CC du Haut Béarn        | 200067262 | 1er janvier 2017 | 48                      | 32 007 (2021)                 | 1 065,90         | 30                 | Oloron-Sainte-Marie | Bernard Uthurry          |
| Communauté de communes                                    | CC Pays de Nay          | 246401756 | 1er janvier 2000 | 29 (dont 2 dans le 65)  | 28 841 (2021)                 | 324,50           | 89                 | Bénéjacq            | Christian Petchot-Bacqué |
| Communauté de communes                                    | CC des Luys en Béarn    | 200067239 | 1er janvier 2017 | 66                      | 29 061 (2021)                 | 522,40           | 56                 | Serres-Castet       | Jean-Pierre Mimiague     |
| Communauté de communes                                    | CC du Béarn des Gaves   | 200067288 | 1er janvier 2017 | 53                      | 17 413 (2021)                 | 442,0            | 39                 | Salies-de-Béarn     | Jean Labour              |
| Communauté de communes                                    | CC de la Vallée d'Ossau | 246400337 | 29 juillet 1964  | 18                      | 9 695 (2021)                  | 619,90           | 16                 | Louvie-Juzon        | Jean-Paul Casaubon       |
| Intercommunalité dont le siège est situé hors département |                         |           |                  |                         |                               |                  |                    |                     |                          |
| Communauté de communes                                    | CC Adour Madiran        | 200072106 | 1er janvier 2017 | 72 (dont 11 dans le 64) | 23 955 (2021)                 | 525,0            | 46                 | Vic-en-Bigorre (65) | Frédéric Ré              |

### Historique
|  |

#### Évolution de 2017
Au 1er janvier 2017, le département passe de 29 intercommunalités à fiscalité propre (plus une dont le siège est situé dans les Hautes-Pyrénées) à 10 (dont une dont le siège est situé hors du département), en application du schéma de coopération intercommunale adopté le 11 mars 2016. Les modifications suivantes sont apportées à cette date :
- Création de la communauté d'agglomération du Pays Basque par fusion de l'agglomération Côte Basque-Adour, l'agglomération Sud Pays basque, la communauté de communes Errobi, la communauté de communes d'Amikuze, la communauté de communes du pays de Bidache, la communauté de communes de Garazi-Baigorri, la communauté de communes du pays d'Hasparren, la communauté de communes d'Iholdi-Ostibarre, la communauté de communes Nive-Adour et la communauté de communes de Soule-Xiberoa.

- Création de la communauté d'agglomération Pau Béarn Pyrénées par fusion de la communauté d'agglomération Pau-Pyrénées avec la communauté de communes Gave et Coteaux et la communauté de communes du Miey de Béarn.
- Création de la communauté de communes du Béarn des Gaves par fusion de la communauté de communes de Salies-de-Béarn, de la communauté de communes de Sauveterre-de-Béarn et de la communauté de communes du canton de Navarrenx.
- Extension de la communauté de communes des Luys en Béarn à la communauté de communes du canton de Garlin et à la communauté de communes du canton d'Arzacq.
- Création de la communauté de communes du Nord-Est Béarn par fusion de la communauté de communes du canton de Lembeye en Vic-Bilh, de la communauté de communes du pays de Morlaàs et de la communauté de communes Ousse-Gabas.
- Extension de la communauté de communes du Pays de Nay aux communes d'Assat et de Narcastet, issues de la communauté de communes Gave et Coteaux.
- Création de la communauté de communes du Haut Béarn par fusion de la communauté de communes du Piémont Oloronais, de la communauté de communes de Josbaig, de la communauté de communes de la Vallée d'Aspe et de la communauté de communes de la vallée de Barétous.

## Syndicats
Au 1er janvier 2020, il existe :

### Syndicats intercommunaux
- 127 syndicats intercommunaux à vocation unique (SIVU)

- 9 syndicats intercommunaux à vocation multiple (SIVOM)

### Syndicats mixtes
- 25 syndicats mixtes fermés

- 7 syndicats mixtes ouverts

### Autres
- 1 pôle métropolitain : pôle métropolitain Pays de Béarn